# محمدصالح‌لو (خداآفرین)
محمدصالحلو یکی از روستاهای استان آذربایجان شرقی است که در دهستان گرمادوز بخش گرمادوز شهرستان خداآفرین واقع شده‌است.